# Воронежский завод радиодеталей
ВЗР (значения)
Воронежский завод радиодеталей (ВЗР) — предприятие по производству радиотехнических компонентов, располагавшееся в Воронеже. на улице Дружинников. 

## История
Воронежский завод радиодеталей начал свою работу с 1948 года под названием "п/я 131" на основании приказа Министерства промышленности средств связи СССР (МПСС) от 30.06.1948 года об организации Воронежского завода радиодеталей (ВЗР). До февраля 1954 года ВЗР подчинялся Министерству электростанций и электропромышленности СССР.  Первой продукцией стали   бумажные и электролитические конденсаторы.
В соответствии с Указом Президиума Верховного совета СССР от 21.01.1954 года  и согласно приказу директора завода № 22 от 09.02.1954 года ВЗР передается Министерству радиотехнической промышленности СССР.
С 1954 года предприятие становится головным в СССР по производству электролитических конденсаторов. 
В 1959 году на ВДНХ были представлены образцы новой продукции, произведённой ВЗР и завод получил золотую медаль выставки. 
С января 1958 года по октябрь 1963 года завод находится в подчинении Управления радиотехнической промышленности Совета народного хозяйства Воронежского экономического административного района (Совнархоза) (приказ директора завода от 03.01.1958 года № 1).
С 1963 года Воронежский завод радиодеталей находится в подчинении Управления радиотехнической и электронной промышленности Совета народного хозяйства Центрально – Черноземного экономического района, но спустя некоторое время с 1965 года – Министерства электронной промышленности СССР, в соответствии с Указом Президиума Верховного Совета СССР от 02.03.1965 года № 3329 – VI, на основании приказа Министра электронной промышленности № 1 от 03.03.1965 года.
На основании приказа Министерства электронной промышленности СССР  от 21.02.1966 года, а также приказа директора завода № 35 от 18.04.1966 года, на базе Воронежского завода радиодеталей было создано специализированное конструкторское бюро (СКБ). 
С данного момента Воронежский завод радиодеталей был переименован в Воронежский завод радиодеталей с СКБ.
В 1970 году вступил в строй крупнейший в Европе корпус обработки фольги. 
В 1972-1974 годах в результате реконструкции вдвое увеличились производственные площади, выросли объемы производства. Предприятие приступило к массовому выпуску полупроводниковых приборов и танталовых конденсаторов. 
В 1976 году начат серийный выпуск конденсаторов К50-29, не имеющих аналогов в мире. Интервал рабочих температур от минус 60°С до плюс 85°С. Специалисты предприятия оказывали техническое содействие в освоении производств по выпуску конденсаторов в Китае, Польше, Болгарии, Сарапуле, Рязани, Северо-Задонске, Ереване. Хмельницком. 
Во второй половине 1970-х годов в городе Поворино основан филиал ВЗР.
В 1980 году на предприятии налажен выпуск дисплеев. 
Указом Президиума Верховного Совета СССР от 10.03.1981 года Воронежский завод радиодеталей с СКБ награжден орденом «Знак Почета».
В соответствии с «Государственной программой приватизации государственных и муниципальных предприятий в Российской Федерации на 1992 год», решением Администрации Воронежской области и Комитета по управлению государственным имуществом Воронежской области от 17.05.1994 года № 299 Государственное предприятие Воронежский завод радиодеталей преобразовано в Акционерное общество открытого типа (АООТ) «Воронежский завод радиодеталей»
В 1995 году предприятие освоило производство малогабаритных конденсаторов К50-38, К50-40Н, К50-71, отвечающих мировому уровню. Конденсаторы и в настоящее время широко применяются в видео - и телеаппаратуре, вычислительной и измерительной технике, источниках питания. 
В 2000-2001 годах идет освоение конденсаторов К01, пусковых конденсаторов К13, конденсаторов емкостью до 1000000 мкФ для использования в схемах накопления и мгновенной отдачи электрической энергии в высококачественной радиоаппаратуре для автомобилей и вычислительной техники, высоковольтных конденсаторов с рабочей температурой до +105°С. 
С 01.02.2001 года филиал завода в городе Поворино был ликвидирован в связи с продажей зданий и сооружений завода в г. Поворино организации ООО «Темп» (приказ генерального директора завода № 18 от 01.02.2001 года). Впоследствии здания полностью снесены.
С 2002 года в связи с государственной перерегистрацией юридических лиц в соответствии с п. 3 ст. 26 Федерального Закона и на основании Устава Акционерное общество открытого типа (АООТ) «Воронежский завод радиодеталей» был переименован в Открытое акционерное общество (ОАО) «Воронежский завод радиодеталей» (приказ генерального директора завода № 186 от 27.12.2002 года).
Решением Арбитражного суда от 15 июля 2004 года ОАО «Воронежский завод радиодеталей» признано банкротом. 
В 2005 году на базе части ВЗР основано предприятие "Воронежский конденсаторный завод", в настоящее время занимающееся производством тепло- и электроэнергии. . Параллельно начинается распродажа корпусов завода.
В настоящее время на территории завода расположены непрофильные предприятия: административные корпуса перепрофилированы в бизнес-центр (также для обустройства автостоянки которого был снесен цех №2) и учебное заведение, в одном из цехов расположена кондитерская фабрика, в некоторых зданиях расположены торговые и складские предприятия 
В 2021 году продан корпус завода, не действовавший с 2000-х годов и находившийся в заброшенном состоянии. С 2023 года на его месте ведется строительство жилого комплекса "Зарядье" 